# リューベック (フリゲート・初代)
リューベック（ドイツ語: Lübeck, F 224）は、西ドイツ海軍のフリゲートであり、ケルン級フリゲートの5番艦である。
艦名はシュレースヴィヒ＝ホルシュタイン州のリューベック市に由来し、この名を冠するドイツ海軍艦艇としては3代目に相当する。

## 艦歴
「リューベック」は、H.C.ストラッケン&ゾーン・ハンブルク造船所にて1959年10月28日に起工、1960年7月23日に進水し、1963年7月6日に西ドイツ海軍で就役する。
就役後は他の姉妹艦と共に第2護衛艦戦隊（2. Geleitgeschwader）に配属され、米ソ全面戦争時にはバルト海におけるソ連およびワルシャワ条約機構軍の潜水艦から、北欧諸国に向かうNATO軍輸送艦隊を護衛することを任務としていた。
就役後も西ドイツ海軍の戦力の一端であり続けたが、1979年には新型のブレーメン級フリゲートの建造が始められたため、小型の船体ゆえに近代化改修の余地が少ないケルン級フリゲートは1982年に「F220 ケルン」、1983年に「F221 エムデン」と「F223 カールスルーエ」、1988年に「F222 アウクスブルク」が退役した。
1988年9月30日には所属部隊である第2護衛艦戦隊が解隊され、「リューベック」は西ドイツ海軍における唯一の現役姉妹艦となった「F225 ブラウンシュヴァイク」と共に同年10月1日に編成された第2フリゲート戦隊（2. Fregattengeschwader）に転属となった。
リューベックは1988年12月1日付で西ドイツ海軍から退役し、トルコ海軍が買い取った。トルコ海軍は姉妹艦の「F221 エムデン」と「F223 カールスルーエ」にそれぞれ「D361 ゲムリク」と「D360 ゲリボル」の名をつけて再就役させており、リューベックは両艦の修理部品取りに使用された。